# Schlammersdorf (Hallerndorf)

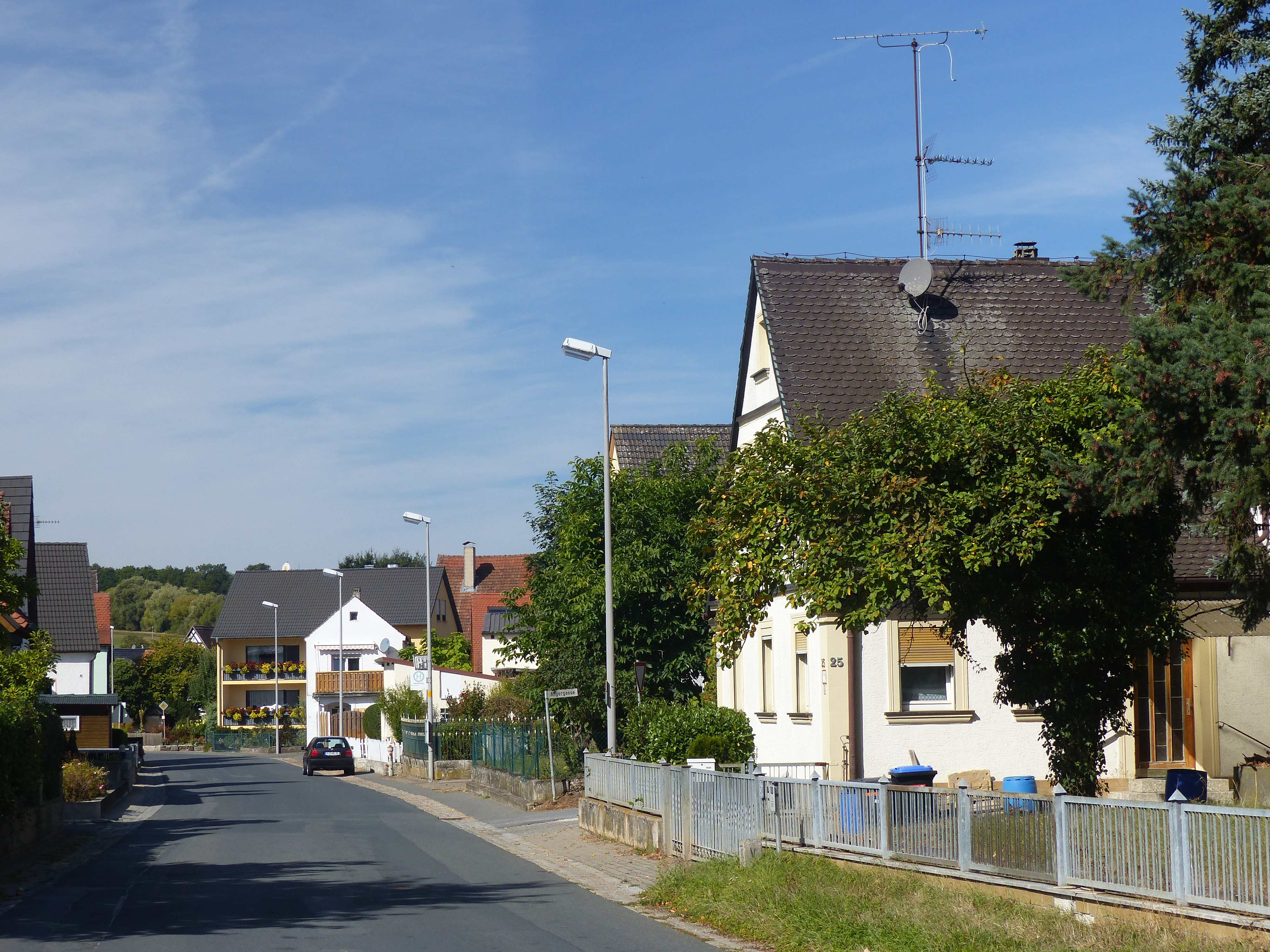
Der Hallerndorfer Gemeindeteil Schlammersdorf

Schlammersdorf ist ein Gemeindeteil der Gemeinde Hallerndorf im Landkreis Forchheim (Oberfranken, Bayern).

## Geografie
Das Kirchdorf liegt in der naturräumlichen Landschaftseinheit des Regnitztals, etwa zwei Kilometer ostnordöstlich von Hallerndorf. Am nördlichen Ortsrand fließt die Aisch vorbei, kurz bevor sie in die Regnitz einmündet.

## Geschichte
Für den Ortsnamenforscher Joachim Andraschke liegt dem Ortsnamen nach Ausweis der Belege ein Personenname Slagamar zugrunde. 
Die erste urkundliche Erwähnung von Schlammersdorf war 1370, als es im Stiftungsbrief der Pautzfelder Pfarrei genannt wurde. Bis zum Beginn des 19. Jahrhunderts hatte Schlammersdorf ein Kondominat zweier Territorialherrschaften gebildet. Das war zum einen die Herrschaft Pommersfelden, die den reichsunmittelbaren Grafen von Schönborn-Hallerndorf gehörte, zum anderen die Territorialmacht Kloster Michelsberg, ein Mediat des Hochstifts Bamberg. Die Dorf- und Gemeindeherrschaft übten die beiden Kondominatspartner alternierend aus. Die Hochgerichtsbarkeit hatte das bambergische Amt Forchheim als Centamt. Dieses Herrschaftsrecht wurde durch die Limitierte Cent eingeschränkt, die den beiden Kondominatspartnern vom Hochstift zugestanden worden war.
Als das Hochstift Bamberg infolge des Reichsdeputationshauptschlusses 1802/03 säkularisiert und unter Bruch der Reichsverfassung vom Kurfürstentum Pfalz-Baiern annektiert wurde, wurde auch Schlammersdorf ein Bestandteil der bei der „napoleonischen Flurbereinigung“ gewaltsam in Besitz genommenen neubayerischen Gebiete.
Durch die Verwaltungsreformen zu Beginn des 19. Jahrhunderts im Königreich Bayern wurde Schlammersdorf mit dem Zweiten Gemeindeedikt 1818 zunächst ein Bestandteil der Ruralgemeinde Pautzfeld. Später wurde es eine eigene Gemeinde, die im Zuge der Gebietsreform in Bayern am 1. Mai 1978 in die Gemeinde Hallerndorf eingegliedert wurde. Im Jahr 1987 zählte Schlammersdorf 334 Einwohner.

## Verkehr
Die Staatsstraße St 2264 führt südlich an Schlammersdorf vorbei. Die von dort kommende Kreisstraße FO 45 durchquert den Ort und führt weiter nach Trailsdorf. Eine in der Ortsmitte von Schlammersdorf von dieser abzweigende Verbindungsstraße führt in südwestlicher Richtung ebenfalls zur Staatsstraße. Der ÖPNV bedient das Dorf an mehreren Bushaltestellen der Buslinie 265 des VGN. Der nächstgelegene Bahnhof an der Bahnstrecke Nürnberg–Bamberg befindet sich im Eggolsheimer Gemeindeteil Neuses.

## Baudenkmäler

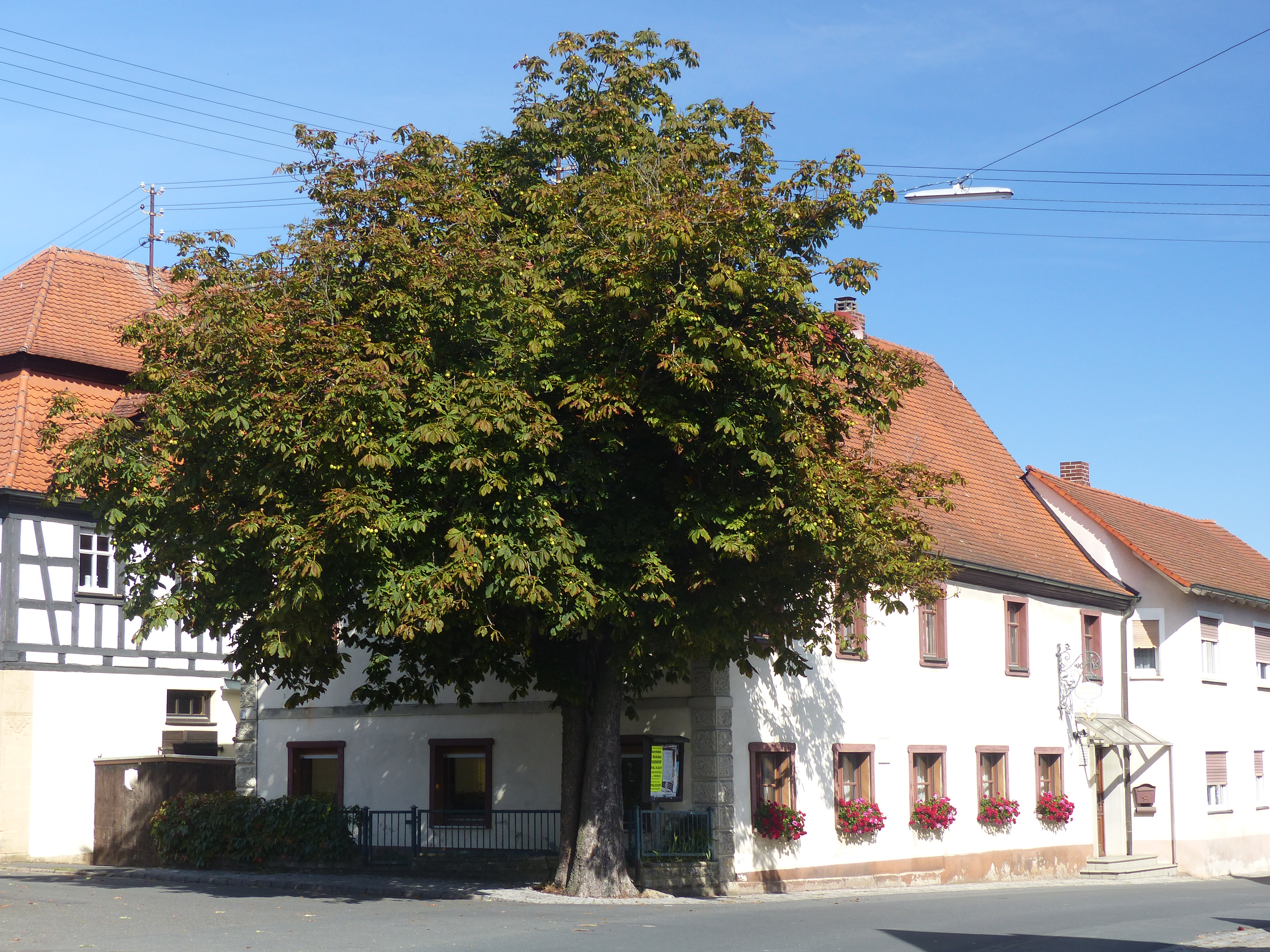
Das aus dem 18./19. Jahrhundert stammende Gasthaus Witzgall

In und um Schlammersdorf gibt es sechs denkmalgeschützte Objekte, darunter die Kirche des Ortes und ein aus dem 18./19. Jahrhundert stammendes Gasthaus.